# Барка Женевского озера

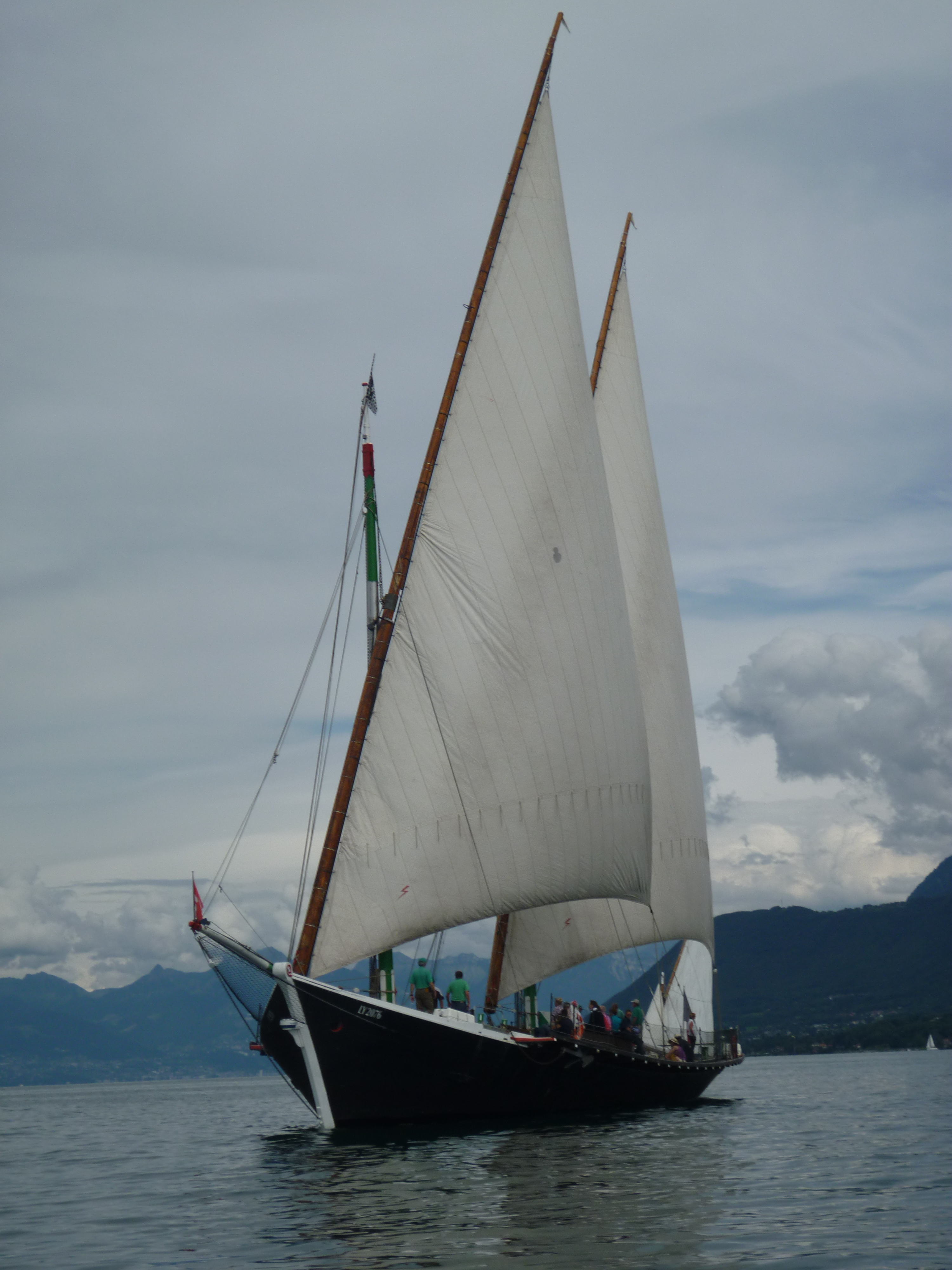
Барка La Savoie («Савуа»)

Барка Женевского озера (фр. Barque du Léman) — традиционный тип парусных судов, использовавшийся на Женевском озере до середины XX века. Размеры барок Женевского озера составляли 20-30 метров в длину. Они имели две мачты и несли латинское парусное вооружение. Барки Женевского озера в основном использовались для перевозки тяжёлых грузов.

## История
Точное время возникновения барок Женевского озера неизвестно. Также неизвестно и их происхождение, однако существуют две версии, итальянская и нидерландская.
Известно, что уже в XIII веке на Женевском озере использовались галеры, построенные по образцу средиземноморских. По «итальянской версии», позднее на основе конструкции галер были созданы чисто парусные суда. В пользу итальянской версии говорят такие факты, как характерные размеры (соотношение длины к ширине у барок Женевского озера аналогичны таковому у средиземноморских галер), характерное средиземноморское парусное вооружение, а также тот факт, что терминология, использовавшаяся для обозначения конструкции барок, в основном имеет итальянское происхождение.
Однако также существует и нидерландская версия. Некоторые характерные признаки, такие как низкая осадка и характерные обводы, говорят о том, что прототипом барки Женевского озера скорее было не морское, а речное судно. В рамках этой версии в роли прототипа указывается нидерландский тьялк. В XVII веке голландские инженеры работали в Швейцарии на строительстве каналов (например, канала Стокальпера) и других гидротехнических сооружений. В соответствии с нидерландской версией, они также принесли с собой технологию постройки судов.
Барки Женевского озера широко использовались для перевозки грузов до начала XX века. В XX веке их использование быстро пошло на убыль в связи с конкуренцией более современных видов транспорта, и окончательно прекратилось после Второй Мировой войны.

## Наследие

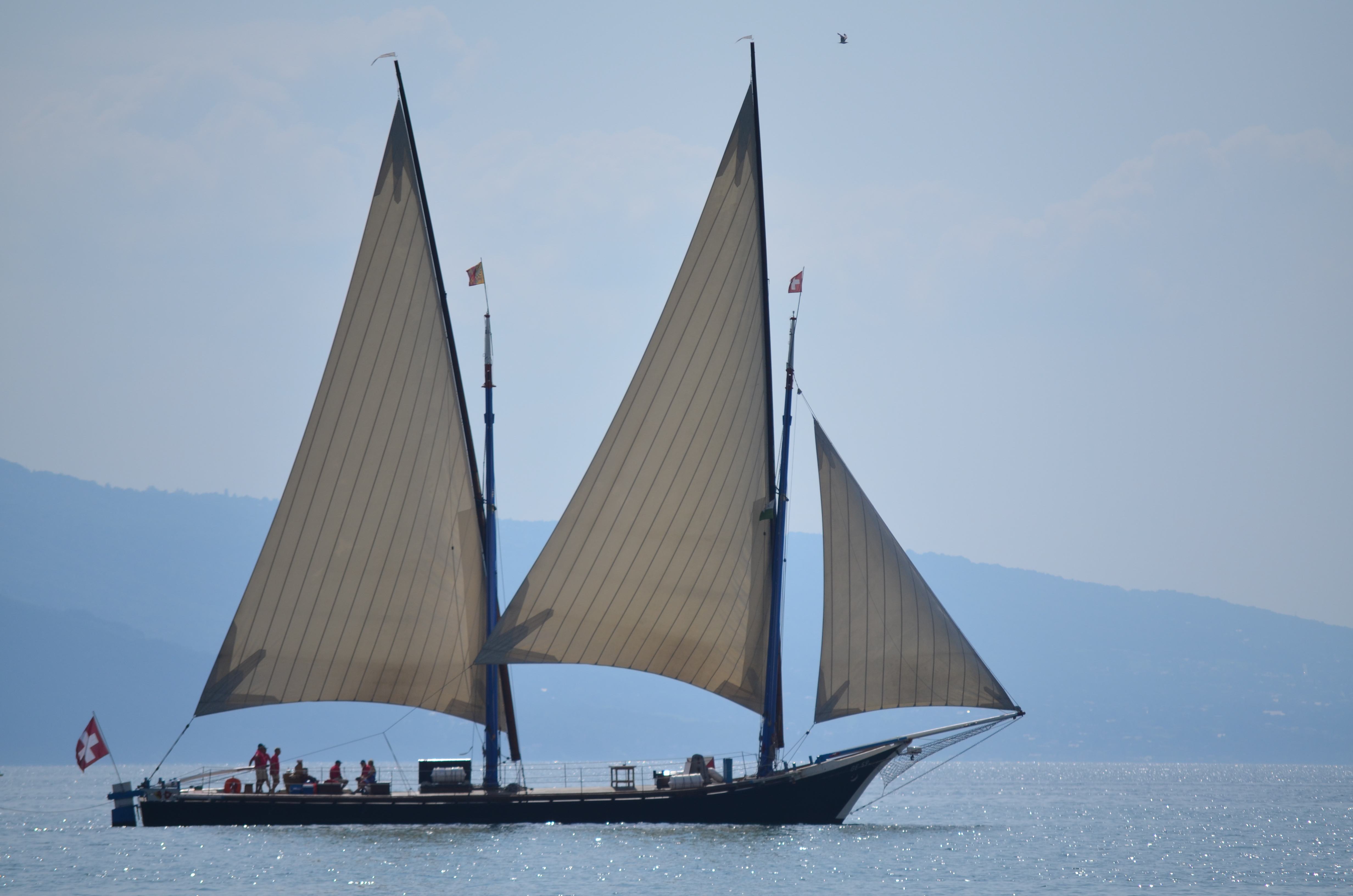
Барка La Neptune («Нептун»)

В настоящее время на Женевском озере существует пять традиционных барок, из них две были построены в начале XX века, а остальные являются современными репликами, построенными по образцу традиционных барок.
- La Neptune («Нептун», при этом в названии используется форма женского рода, то есть «Нептунша»), построена в 1904 году, затонула в 1972 году, отремонтирована в 1975, отреставрирована в 2004 году, порт приписки — Женева
- La Vaudoise («Вадуаз», до 1948 года — Violette), построена в 1932 году, порт приписки — Лозанна
- La Savoie («Савуа»), построена в 2000 году, является репликой барки 1896 года, порт приписки — Эвьян-ле-Бен
- L’Aurore («Аврора»), построена в 2000 году, порт приписки — Сен-Жинголф (кантон Вале)
- Demoiselle («Демуазель»), реплика, построена в 1997—2009 годах, порт приписки — Вильнёв

В расположенной на границе со Францией швейцарской коммуне Сен-Жингольф (кантон Вале) расположен Музей традиций и барок Женевского озера. Экспозиция, посвящённая баркам женевского озера, есть в Музее Женевского озера в Ньоне.